# Gilbert Tinner
Gilbert Tinner (St. Gallen (Zwitserland), 16 juli 1965) is een Zwitsers componist, dirigent, pianist en trombonist.

## Levensloop
Tinner studeerde vanaf 1986 trombone, piano en compositie aan de Swiss Jazz School in Bern. In 1990 heeft hij afgestudeerd. Al tijdens zijn studie was hij trombonist in de Pepe Lienhard Band, die regelmatig optredens in de Zwitserse omroep en in de televisie verzorgt. 
In 1993 werd hij Bandleader van de eerste Big Band van het Zwitsers leger, die op haar 1e concerttournee binnen Zwitserland rond 30 optredens verzorgde. Sinds 1995 is hij lid van het koperkwartet aan de Kathedraal St. Gallus en Otmar St. Gallen. Sinds 1995 is hij naast Pepe Lienhard tweede dirigent en arrangeur van de Swiss Army Big Band. In 1997 werd hij dirigent van het Harmonieorkest van de Zwitserse federale spoorwegen (Blasorchester der Schweizer Bundesbahnen). Sinds 1998 werkt hij samen met de muziekuitgeverij "De Haske" in Heerenveen, waar ook zijn composities gepubliceerd worden. Vanaf 1999 is hij Band-leader van de rock-, pop-, funk- en jazzformaties van de Swiss Army Gala Band. Hij is ook arrangeur van het harmonieorkest van het Zwitserse leger o.l.v. majoor Christoph Walter. Tinner is dirigent van de Musikgesellschaft "Harmonie" Appenzell en van de Oost-Zwitserse Big Band "Atlantis". 
Naast zijn werkzaamheden als freelance musicus is hij vooral bezig met het arrangeren en componeren.

## Composities

### Werken voor harmonieorkest en brassband
- 1997 SBB (Schweizer Bundesbahnen) CFF FFS-Signet - 150 Jahre Schweizer Bahnen 1847-1997, voor harmonieorkest
- 1997 Stamuro in concert - 175 Jahre Stadtmusik Rorschach 1822-1997, voor harmonieorkest
- 2004 The Magic of Music, voor harmonieorkest
- 2006 Brass Machine, voor brassband  (verplicht werk tijdens de "19e Swiss Entertainment Contest" 2006 in de hoogste divisie brassband  in de Kursaal Bern)
- Adventures, voor harmonieorkest 
  1. Tumpet Attack
  2. Lovely Woodwinds
  3. Low Brass Masterclass
- Band Power, voor harmonieorkest
- Börsen-Leben, mars
- Catchin' Latin, voor harmonieorkest
- Clari-fun-key, voor klarinet en harmonieorkest
- Clari-Nuts (A Tribute to Leroy Anderson), voor klarinet en harmonieorkest
- Discover the band
- I Ride on a Motobike, voor trombone en brassband
- KM-March, mars
- Kurt-Hauri Marsch
- Let's celebrate
- Music for celebration
- Music4you
- Over the Rainbow, voor trombone en harmonieorkest
- Showdown for Band, voor harmonieorkest
- Slidestream, voor trombone-sectie solo en harmonieorkest
- Sound goes round
- Sparkling Samba, voor harmonieorkest
- Start up the Band, voor harmonieorkest
- Step out and swing!, voor harmonieorkest
- The clash of styles, voor harmonieorkest
- The Opening
- Tribute to Dixie
- Wingin' it